# Ференц Молнар
Ференц Молнар (мађ. Molnár Ferenc; Будимпешта, 12. јануар 1878 — Њујорк, 1. април 1952) био је мађарски драматург и писац.
Емигрирао је 1937. године у Женеву бежећи од нациста који су убијали Јевреје у Мађарској. Када је избио рат у Европи кренуо је бродом у САД 31. децембра 1939. а у Њујорк је стигао 12. јануара 1940.
Као романописац, запамћен је по делу „Дечаци Павлове улице”, које говори о ривалству и одрастању две супарничке дружине дечака у Будимпешти. Тај роман је у анкети једног часописа у Мађарској из 2005. године завршио на другом месту најбољих романа. Неколико пута је екранизован.
Познате Молнарове драме су „Лилиом”, „Чувар” и „Лабуд”.
Најпознатије дело Ференца Молнара јесте Дечаци Павлове улице.

## Биографија
Већ са 18 година почео је да ради као новинар, а са 19 је већ усавршио своје знање о новинарству, а затим је студирао право у Будимпешти и Женеви. Најпре се бавио писањем кратких прича, и у двадесет другој години живота објавио је прву причу ,,Гладни град" (1900).
Био је пре свега познат као драмски писац. Написао је око 40 драма, од којих су најпознатије ,,Лилом", која је касније прерађена у чувени мјузикл ,,Карусел", "Чувар", на којој је заснован и истоимени филм, и ,,Лабуд". Ова драма је такође филмована, а интересантно је и да је то био последњи филм чувене глумице Грејс Кели.
Изузетну популарност стиче романом ,,Дечаци Павлове улице" (1907), који најпре бива објављен у новинама, у наставцима. За кратко време овај роман је причом о пријатељству и пожртвованости освојио читалачку публику не само у Мађарској, већ и широм света. Током Првог светског рата, Молнар је радио као ратни дописник. Његове репортаже, у којима су приче о солидарности и хуманости надвладале ратне страхоте, радо су читане и објављиване чак и у Њујорк тајмсу, иако је Мађарска у том рату била противник Савезника. Када су нацисти окупирали суседну Аустрију, пријатељи су Молнару предлагали да се пресели у Америку, што је и учинио. Умро је у Њујорку, 1. априла 1952. године.